# ادبرگ، آلبرتا
ادبرگ، آلبرتا (به انگلیسی: Edberg, Alberta) یک منطقهٔ مسکونی در کانادا است که در آلبرتا واقع شده‌است. ادبرگ ۱۵۱ نفر جمعیت دارد و ۷۵۸ متر بالاتر از سطح دریا واقع شده‌است.